# Коровий узел
Коро́вий у́зел (от англ. Cow Hitch) — бытовой крепёжный полусхватывающий узел. Состоит из пары противоположных полуштыков. Коровий узел представляет собой неправильный (перевёрнутый) штык, работающий в другом качестве. Является затягивающимся узлом. Использовали для крепления верёвки к колу, исходя из названия узла. На верёвке из скользкого материала — ненадёжен. Для надёжности подкрепляют контрольным узлом.
Потянув за концы верёвки полусхватывающего коровьего узла, получится связывающий прямой узел. Если потянуть за конец верёвки крепёжного обратного штыка (коровьего узла, завязанного ходовым концом верёвки вокруг коренного) на опоре, получится прямой узел.
Хотя коровий узел и глухая петля — похожи, однако коровий узел завязывают на конце верёвки и тянут одним (коренным) концом, в отличие от глухой петли, завязываемой замкнутой петлёй на середине верёвки с натяжением за петлю (или сдвоенный конец).

## Способ завязывания
Существуют несколько способов завязывания коровьего узла:
- Концом верёвки на опоре
- Серединой верёвки на опоре
- Созданный без опоры, а после накинутый на опору для закрепления, как концом верёвки, так и серединой[20]
- Из прямого узла, если потянуть за концы, образуется коровий узел

- 1. Сделать один полуштык.
- 2. Сделать другой полуштык и затянуть.

## Признаки
Плюсы
- Узел — прост
- Самозатягивающийся
- Быстро завязывать
- Легко развязывать

Минусы
- Необходим контрольный узел (или схватка ходового конца с коренным, или сшивка)
- При использовании ходовой конец должен быть длинным[21]

## Применение
В быту
- Крепление домашнего скота к колу для выпаса
- Крепление к опоре, препятствующее скольжению верёвки
- Крепление верёвки к основе для дальнейшего обвязывания в макраме

В рыболовстве
- При изготовлении рыболовной сети, коровьим узлом крепят за основу[22]
- Прикрепление рыболовного крючка к леске

В морском деле
- Крепление выбленки к крайней вантине[23]
- Для временного крепления троса за рым при растягивании для клетневания и тренцевания

- Скульптура Roadline скульптора André van Lier, Гаага, 1978
- Часто используется в макраме для закрепления на жёрдочке
- Фастекс, закреплённый узлом
- Морской способ «раздёргивания» (быстрого развязывания) «рифового» узла, когда образуется коровий узел